# David Lovelock
David Lovelock (* 1938) je britský teoretický fyzik a matematik. Je známý díky Lovelockově větě a Lovelockově teorii gravitace.

## Knihy
- LOVELOCK, David; RUND, Hanno. Tensors, Differential Forms, and Variational Principles. [s.l.]: Dover, 1989. Dostupné online. ISBN 0-486-65840-6.